# Geert Sanders
Gerardus Johannes Everardus Maria (Geert) Sanders (1942) is een Nederlands socioloog en emeritus hoogleraar aan de Rijksuniversiteit Groningen. 
In 1977 promoveerde hij aan de Rijksuniversiteit Groningen op het proefschrift "Het gewone en het bijzondere van de homoseksuele leefsituatie : verslag van een vergelijkend onderzoek bij ruim 500 homo- en heteroseksuele jongens en meisjes". Van 1999 tot 2007 was hij hoogleraar "Organisatiekunde, in het bijzonder organisatiecultuur en interorganisationele samenwerking" aan de Rijksuniversiteit Groningen. Hiernaast was hij directeur van de Stichting Ubbo Emmius Fonds voor relatiebeheer en fondswerving. Sindsdien is hij gasthoogleraar aan de Nyenrode Business Universiteit, waar hij doceert over organisatieculturen en veranderingsmanagement.

## Publicaties
- 1977. Het gewone en het bijzondere van de homoseksuele leefsituatie : verslag van een vergelijkend onderzoek bij ruim 500 homo- en heteroseksuele jongens en meisjes. Proefschrift Groningen. Deventer : Van Loghum Slaterus.
- 1980. Met ELkaar Leren Omgaan : het Mello-project in de tweede klassen van twee scholen voor voortgezet onderwijs. Met John von Hebel. Bloemendaal : Nelissen.
- 1984. Mentoraat als uitdaging : een kwalitatieve analyse van de ervaringen van het Mello-project met mentoraatsontwikkeling in het voortgezet onderwijs. Met Bianca Kaatee. Enschede : SLO.
- 1987. Bedrijfscultuur: diagnose én beïnvloeding. Met Bram Neuijen. Assen : Van Gorcum.
- 2000. Spelen met doelen en kansen : over het creëren van partnerships en de lessen die hieruit zijn te trekken. Inaugurele rede Rijksuniversiteit Groningen.
- 2006. Fondsen werven : de relatiegerichte aanpak. Assen : Van Gorcum.